# 見るなのタブー
見るなのタブー（みるなのタブー）は、世界各地の神話や民話に見られるモチーフのひとつ。何かをしているところを「見てはいけない」（または「触れてはいけない」）などの禁止が課せられていたにも拘らず、それを破ってしまったために悲劇的な結果が訪れる、あるいは、決して見てはいけないと言われた物を見てしまった（または触れてしまった）ために恐ろしい目に遭うパターンを持ち、見るなの禁止ともいう。民話の類型としては禁室型（きんしつがた）ともいう。

## 概要
見るなのタブーは、ヘブライ神話、ギリシア神話、日本神話をはじめ、多くの神話体系にみられる。フロイトは、『トーテムとタブー』において王権がタブー（禁忌）とされることを論じ、このタブーが法や戒律の基礎をなすとしている。日本の精神科医の北山修は、フロイトの『トーテムとタブー』における考察をふまえて、このモチーフについて精神医学または精神分析的な観点から考察し、ある社会体系に住む人々（特に日本人）の精神構造を根本的に規定していると見なした。

### 民話における禁室型
異類の者と結婚をした人間が「見るなのタブー」を犯して異類の者の本当の姿を見てしまい、それが原因で離別するという話は、この類型のフランスの伝説に登場するメリュジーヌからメルシナ型（メリュジーヌ・モチーフ）とも呼ばれる。

## 事例

### 旧約聖書

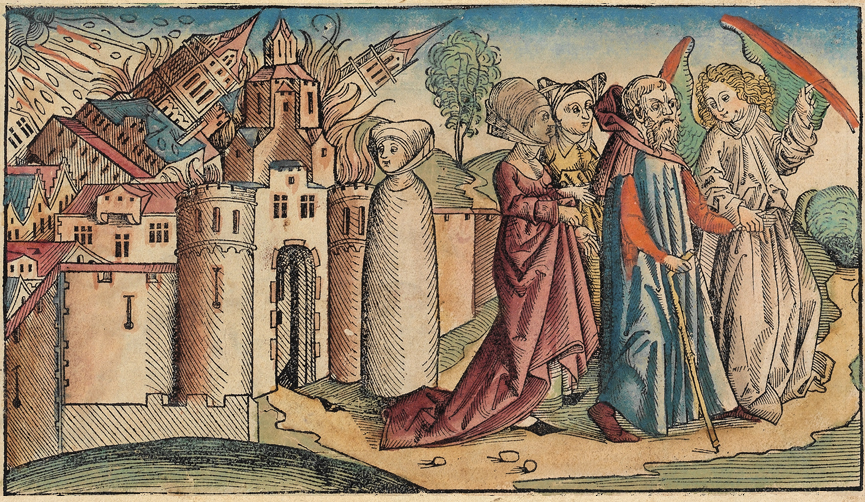
『ニュルンベルク年代記』に描かれたソドムとゴモラ。
破壊される街から脱出するロトと妻子だが、言いつけを破って後ろを振り向いた妻が塩の柱になり始めている。

- 『創世記』において、最初の人間とされるアダムとエバが蛇に唆されて禁断の果実を食べてしまい、楽園から追放されてしまう（見るだけなら禁止されていなかった）。

- 『創世記』9章18節-27節において、父ノアの酔っぱらった裸の寝姿を息子ハムが見てしまいこれを言いふらそうとしたため、ノアによってハムの息子カナンとその子孫が呪われてしまう。

- 『創世記』19章において、ソドムとゴモラが滅ぼされるとき、神の使いがロトの家族へそれを予告する代わりに、町の方を振り返るなと言いつけたが、妻は途中で振り返ってしまい、塩の柱となった。

### ギリシア神話
- 人間に火を使うことをもたらしたプロメーテウスを懲らしめるために、ゼウスはあえて彼の弟であるエピメーテウスの元へパンドーラーという女性に壺を持たせ贈った。その時、「この壺だけは決して開けるな」と警告していた。エピメーテウスはパンドーラーに惚れ、結婚した。パンドーラーもエピメーテウスと満足した生活を送っていたが、ふとしたときに壺のことが気になり、開けてしまった。そこからは、恨み、妬み、病気、猜疑心、不安、憎しみ、悪徳など「負の感情」が溢れ出て、世界中に広まってしまった。パンドーラーは慌ててその壺を閉めるが、既に一つを除いて全て飛び去った後であった。最後に残ったものは「希望」とも「絶望」とも、未来を全て分かってしまう災い（予兆）ともいわれる。それによって人類は希望だけは失わずにすんだと言われる。こうして、以後人類は様々な災厄に見舞われながらも希望だけは失わず（あるいは絶望することなく）生きていくことになった（パンドラの箱）。

- 竪琴の名手オルペウスは、毒蛇に咬まれて死んだ妻エウリュディケーを生き返らせようと決意して冥界へ行き、冥王ハーデースと交渉を試みた末に「地上に戻るまでは決して後ろを振り向いてはいけない。成し遂げたら妻を返そう」と約束させることに成功した。しかし、エウリュディケーが本当に付いて来ているか不安だったオルペウスは、もう少しで地上にたどり着くという所で後ろを振り向いてしまい、エウリュディケーは冥界に引き戻されてしまった。オルペウスは絶望しながら地上を彷徨い歩いた末に、悲惨な死を遂げ、再び冥界でエウリュディケーと一緒になることができた。

- とある小国の王女プシューケーは絶世の美女だったが、これを快く思わない美の女神アプロディーテーは、彼女が決して子孫を残さぬよう鉛の矢で撃つことを息子エロースに命じたが、彼はプシューケーの美しさに恋をしてしまった。エロースは魔神に化けてプシューケーの両親の前に現れ、彼女を生贄として捧げるよう命じた。晴れてプシューケーと同居したエロースだが、神であることを知られては禁忌に触れるため、暗闇でしかプシューケーに会おうとしなかった。姉たちに唆されたプシューケーが灯りをエロースに当てると、彼は逃げ去ってしまった。その後、エロースの端正な顔と美しい姿を見てプシューケーも恋に陥り、人間でありながら姑アプロディーテーの出す難題を解くため冥界へ行き、冥府の女王ペルセポネーに首尾よく美の箱を分けてもらうことができた。しかし、プシューケーは箱の中味が気になり、開けてしまった。その箱の中には冥府の眠りが入っていた。永遠の眠りにつくプシューケーを見付けたエロースは、彼女に取り憑いていた冥府の眠りを箱に戻し、再び彼女を目覚めさせた。その後、二人は神々の王ゼウスの仲立で正式に結婚を認められ、プシューケーはエロースと同じく神の身分として生きることになった。

### 日本神話
- 神産みの段で、亡くなったイザナミを追って黄泉の国を訪れたイザナギは、「中を見るな」と彼女に言われたにもかかわらず、櫛に火をつけ扉を開けて中を見てしまう。自身の朽ち果てた姿を見られたイザナミは怒り、逃げるイザナギを追いかけるが、黄泉の国の入り口で二神は離婚する。

- 天孫降臨の段で、トヨタマビメに子を産む所を見るなと言われたにもかかわらず、ホオリ（山幸彦）は産屋を覗き見てしまう。そこには八尋の和邇に姿を変えたトヨタマビメがいた。これが元で、彼女は子を産んだ後、海の中へ帰って行ってしまう。そのときに産まれた子がウガヤフキアエズで、その子が神武天皇である[4]。

- 『日本書紀』の崇神天皇条において、倭迹迹日百襲姫命（やまとととひももそひめ）は大物主と結婚するが、彼が夜にしか現れないので、姿を見たいと言った。大物主は姿を見ても驚かないようにと言うが、翌朝、蛇に姿を変えて櫛箱に入っていた彼を見た倭迹迹日百襲姫命が驚いてしまったので、大物主は恥をかかせたと怒って山に帰ってしまった（「見ること」自体を禁じられてはいないが、「見たこと」が原因で離別したという点で、見るなのタブーの変形と考えられる）。倭迹迹日百襲姫命は自らの行いを恥じて陰部を箸で刺して自害した[5]（驚いて座り込んだ拍子にそこにあった箸が刺さって死んだとも）。

### ヨーロッパの民話
- かものむすめ - 「鶴の恩返し」に類似するウクライナの民話。

### 日本の民話
- 鶴の恩返し（鶴女房）
- 蛤女房
- 雪女
  - 「自分のことを誰にも話してはいけない」と命令されたにもかかわらず、主人公がこれを破ったために離別を招く結果となった点において、見るなのタブーの変形と言える。
- 浦島太郎
- 見るなの座敷
- 舌切り雀
- 安達ヶ原の鬼婆

### 中国の古典
- 白水素女（捜神後記、陶潜）
- 白蛇伝